# Вербиця (Кременецький район)
Ве́рбиця — вимерле село в Україні, у Кременецькій міській громаді Кременецького району Тернопільської області, колишнє містечко.

## Історія
12 червня 2020 року, відповідно до розпорядження Кабінету Міністрів України № 724-р «Про визначення адміністративних центрів та затвердження територій територіальних громад Тернопільської області», увійшло до складу Кременецької міської громади.
19 липня 2020 року, в результаті адміністративно-територіальної реформи та ліквідації Кременецького (1940-2020) району, село увійшло до складу новоутвореного Кременецького району.

## Населення

### Мова
Розподіл населення за рідною мовою за даними перепису 2001 року:
| Мова       | Кількість | Відсоток |
| ---------- | --------- | -------- |
| українська | 2         | 100%     |

## Відомі люди
- Ратич Василь — український педагог.

## Галерея

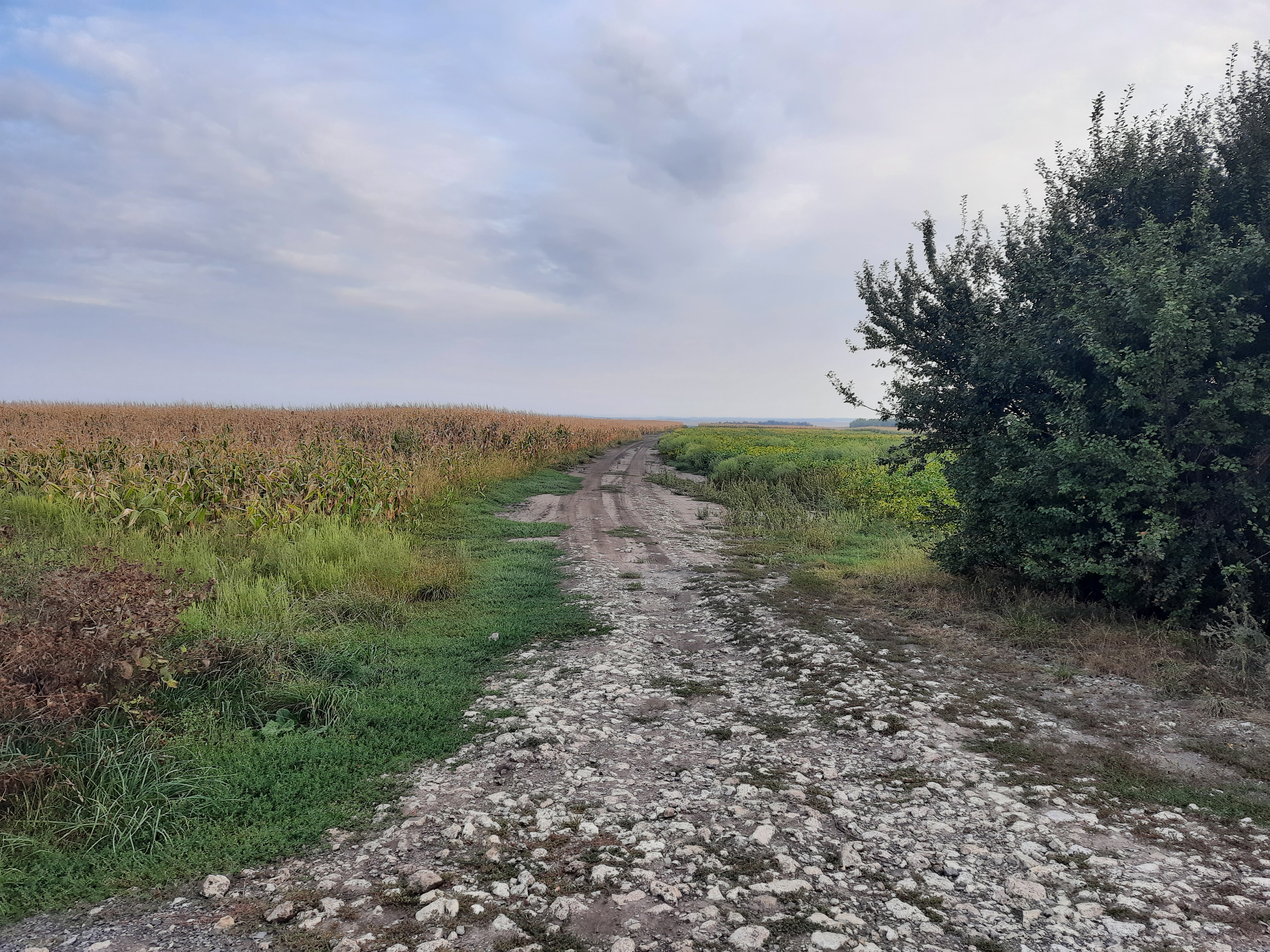
Дорога в село
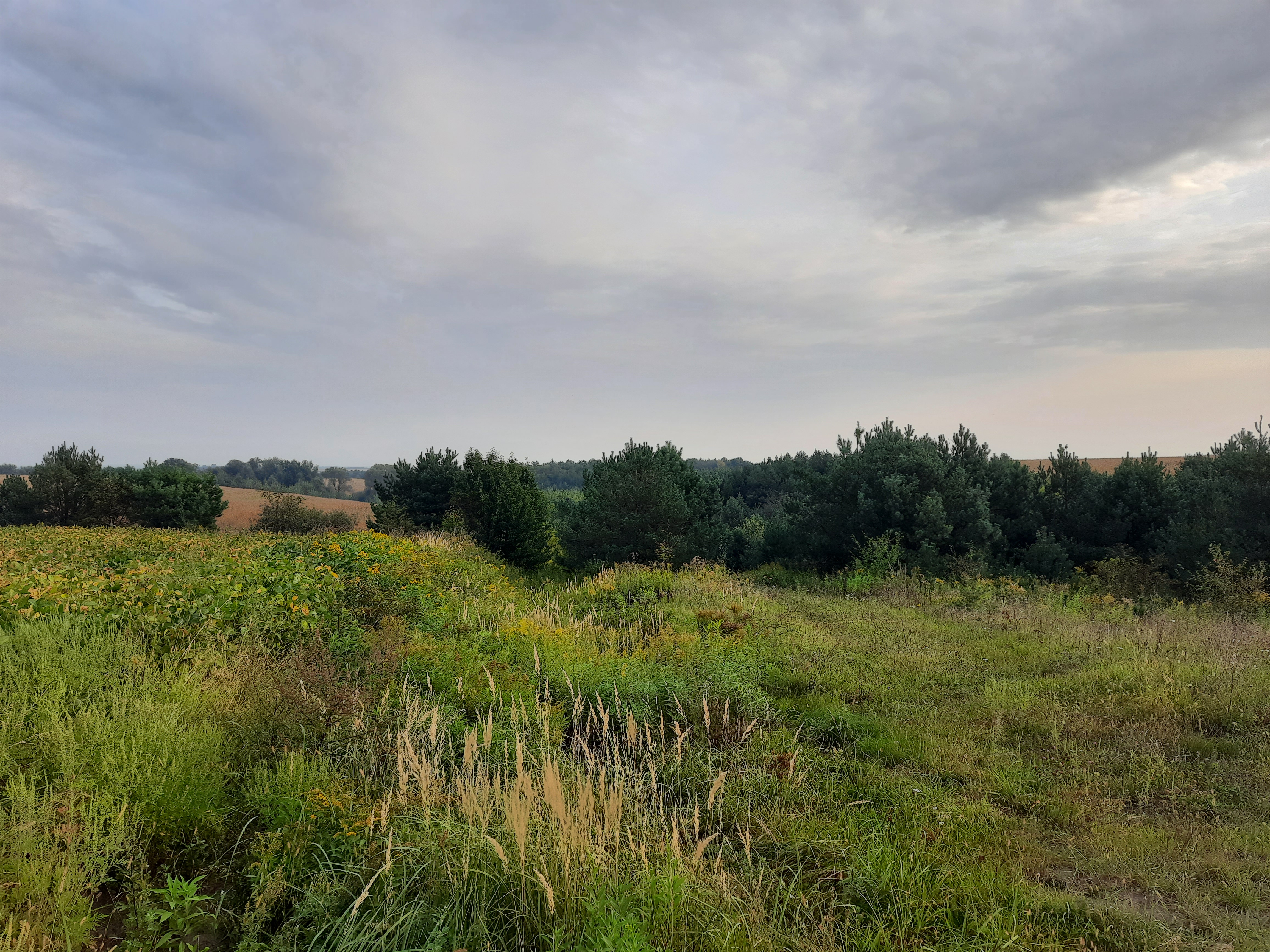
На цьому місці було село